# Alan (Haute-Garonne)
Alan ist eine Gemeinde in der Region Okzitanien in Südfrankreich. Sie gehört zum Département Haute-Garonne, zum Arrondissement Saint-Gaudens und zum Kanton Cazères. Die Bewohner nennen sich Alanais. 

## Geographie
Das Gemeindegebiet wird vom Flüsschen Bernès durchquert, im Norden verläuft die Louge.
Nachbargemeinden sind Benque im Nordwesten, Bachas im Norden, Terrebasse im Nordosten, Marignac-Laspeyres im Osten, Le Fréchet im Südosten und im Süden, Aurignac im Südwesten und Montoulieu-Saint-Bernard im Westen.

## Geschichte
Im Jahr 1270 erhielt der Ort in einer Charte des coutumes von der Herrschaft besondere Rechte. Unter dem Bischof von Comminges Bertrand de Got, dem späteren Papst Clemens V., entstand der erste Bischofspalast in Alan. 

## Bevölkerungsentwicklung
| Jahr                      | 1962 | 1968 | 1975 | 1982 | 1990 | 1999 | 2008 | 2013 | 2019 |
| ------------------------- | ---- | ---- | ---- | ---- | ---- | ---- | ---- | ---- | ---- |
| Einwohner                 | 306  | 267  | 228  | 259  | 276  | 299  | 306  | 321  | 293  |
| Quelle: Cassini und INSEE |      |      |      |      |      |      |      |      |      |

## Sehenswürdigkeiten
- Kirche Notre-Dame-de-la-Nativité, erbaut im 13. Jahrhundert
- Ehemaliger Bischofspalast mit Renaissanceportal, erbaut im 15. Jahrhundert

Siehe auch: Liste der Monuments historiques in Alan (Haute-Garonne)